# Falling Cat
Falling Cat – francuski niemy film z 1894 roku, stworzony przez Étienne’a-Jules’a Mareya.
Film został nakręcony w Lasku Bulońskim. Przedstawia on kota, która spada z murku i ląduje na łapach. Jest to najstarszy film przedstawiający kota.